# Kenianische Volleyballnationalmannschaft der Frauen
Die kenianische Volleyballnationalmannschaft der Frauen ist eine Auswahl der besten kenianischen Spielerinnen, die die Kenya Volleyball Association bei internationalen Turnieren und Länderspielen repräsentiert.

## Geschichte

### Weltmeisterschaft
Bei der Weltmeisterschaft 1994 waren die Kenianerinnen erstmals dabei, schieden aber ohne Satzgewinn aus. Auch das Turnier 1998 endete für sie nach der Vorrunde. 2002 in Deutschland sowie bei den Turnieren 2006 und 2010 in Japan schied Kenia ebenfalls in der ersten Runde als Gruppenletzter aus. Nach dem verpassten Turnier 2014 kehrten die kenianischen Frauen bei der WM 2018 zurück und gewannen in der Vorrunde gegen Kasachstan erstmals ein Spiel. Auch für das Turnier 2022 qualifizierten sie sich und schieden erneut mit einem Sieg (gegen Kamerun) in der Vorrunde aus.

### Olympische Spiele
Kenia war 2000 in Sydney erstmals beim olympischen Turnier dabei und wurde Elfter. Das gleiche Ergebnis gab es 2004 in Athen. Anschließend verpassten die Kenianerinnen dreimal die Qualifikation. Als Sieger des afrikanischen Qualifikationsturniers sicherten sie sich ihren Startplatz für Tokio 2020. Dort schieden sie in der Vorrunde aus. 2024 in Paris schieden sie ebenfalls in der Vorrunde aus.

### Afrikameisterschaft
Die Kenianerinnen nahmen 1989 erstmals an der Volleyball-Afrikameisterschaft teil und wurden Vierter. 1991 gewannen sie gegen Ägypten ihren ersten Titel, den sie 1993 gegen den gleichen Gegner erfolgreich verteidigten. 1995 und 1997 setzten sie ihre Siegesserie gegen Nigeria fort. Nachdem sie bei den Turnieren 1999 und 2001 gefehlt hatten, verloren sie 2003 als Gastgeber das Endspiel gegen Ägypten. 2005 gegen Nigeria und 2007 als Gastgeber gegen Algerien wurden sie wieder Afrikameister. Am Turnier 2009 waren sie nicht beteiligt. 2011, 2013 und 2015 gewannen sie gegen Algerien, Kamerun und erneut gegen Algerien wieder den Titel. 2017 und 2019 mussten sie sich jeweils im Endspiel gegen Kamerun geschlagen geben. 2023 folgte ein weiterer Titel.

### World Cup
1991 spielte die kenianischen Frauen erstmals im World Cup und wurden Zwölfter. Vier Jahre später verbesserten sie sich um einen Rang. 2007 und 2011 belegten sie wieder den zwölften Platz. 2015 wurden sie Zehnter. Den World Cup 2019 beendeten sie auf dem elften Rang.

### Nations League
An den bisherigen beiden Ausgaben der Volleyball Nations League war Kenia nicht beteiligt.

### World Grand Prix
Kenia nahm von 2014 bis 2016 dreimal am World Grand Prix teil und belegte dabei die Plätze 25, 21 und 20.